# IAAF Diamond League 2010 - 100 metri piani maschili
Durante la prima edizione della Diamond League si sono disputate, come in tutte le altre specialità, 7 prove dei 100 metri piani maschili, in altrettanti meeting elencati sotto.
La classifica generale con successiva vincita di 80.000$ (valore del diamante) ha visto al primo posto il velocista statunitense Tyson Gay che ha vinto le ultime tre prove.
Il giamaicano Asafa Powell, vincitore delle prime due prove e leader della classifica fino alla penultima gara, non si è presentato per infortunio alle finali tenutesi a Bruxelles del Memorial Van Damme quindi, secondo regolamento viene tolto dalla classifica generale.

## Qatar Athletic Super Grand Prix

### Risultati

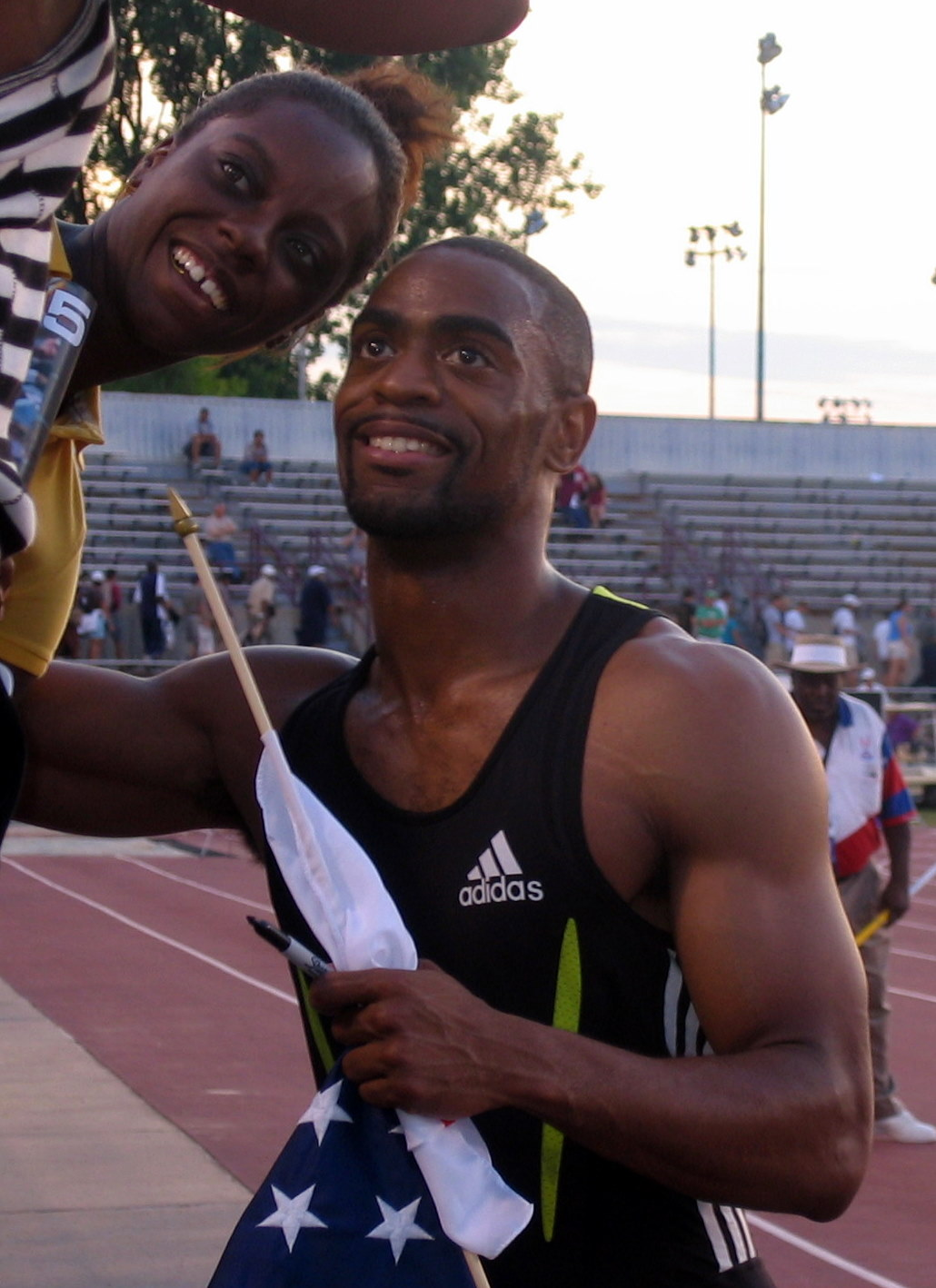
Tyson Gay è il vincitore del diamante, premio finale della Diamond League

Vento:+2.3 m/s
| Posizione | Nome                | Nazionalità | Tempo | T.reazione | Note | Punti | Pos. |
| --------- | ------------------- | ----------- | ----- | ---------- | ---- | ----- | ---- |
|           | Asafa Powell        | Giamaica    | 9.81  | 0.164      |      | 4     | 1    |
| 2         | Nesta Carter        | Giamaica    | 9.88  | 0.187      |      | 2     | 2    |
| 3         | Travis Padgett      | Stati Uniti | 9.92  | 0.153      |      | 1     | 3    |
| 4         | Michael Frater      | Giamaica    | 9.94  | 0.154      |      |       |      |
| 5         | Lerone Clarke       | Giamaica    | 9.98  | 0.158      |      |       |      |
| 6         | Jaysuma Saidy Ndure | Norvegia    | 10.00 | 0.191      |      |       |      |
| 7         | Rae Edwards         | Stati Uniti | 10.09 | 0.166      |      |       |      |
| 8         | Simone Collio       | Italia      | DNF   | 0.164      |      |       |      |

## Bislett Games

### Risultati
Vento:+2.1 m/s
| Posizione | Nome                | Nazionalità       | Tempo | T.reazione | Note | Punti | Pos. |
| --------- | ------------------- | ----------------- | ----- | ---------- | ---- | ----- | ---- |
|           | Asafa Powell        | Giamaica          | 9.72  | 0.138      |      | 8     | 1    |
| 2         | Richard Thompson    | Trinidad e Tobago | 9.90  | 0.155      |      | 2     | 2    |
| 3         | Churandy Martina    | Antille Olandesi  | 9.92  | 0.108      |      | 1     | 4    |
| 4         | Michael Frater      | Giamaica          | 9.97  | 0.168      |      |       |      |
| 5         | Trell Kimmons       | Stati Uniti       | 10.08 | 0.157      |      |       |      |
| 6         | Lerone Clarke       | Giamaica          | 10.11 | 0.167      |      |       |      |
| 7         | Jaysuma Saidy Ndure | Norvegia          | 10.14 | 0.179      |      |       |      |
| 8         | Martial Mbandjock   | Francia           | 10.26 | 0.165      |      |       |      |

## Adidas Grand Prix

### Risultati
Vento:+2.4 m/s
| Posizione | Nome             | Nazionalità       | Tempo | T.reazione | Note | Punti | Pos. |
| --------- | ---------------- | ----------------- | ----- | ---------- | ---- | ----- | ---- |
|           | Richard Thompson | Trinidad e Tobago | 9.89  | 0.169      |      | 6     | 2    |
| 2         | Yohan Blake      | Giamaica          | 9.91  | 0.192      |      | 2     | 3    |
| 3         | Daniel Bailey    | Antille Olandesi  | 9.92  | 0.163      |      | 1     | 5    |
| 4         | Trell Kimmons    | Stati Uniti       | 9.92  | 0.153      |      |       |      |
| 5         | Ivory Williams   | Stati Uniti       | 9.98  | 0.141      |      |       |      |
| 6         | Michael Rodgers  | Stati Uniti       | 9.99  | 0.167      |      |       |      |
| 7         | Churandy Martina | Antille Olandesi  | 10.07 | 0.154      |      | 1     | 5    |
| 8         | Travis Padgett   | Stati Uniti       | 10.07 | 0.143      |      | 1     | 5    |
| 9         | Ryan Bailey      | Stati Uniti       | 10.14 | 0.174      |      |       |      |

## Meeting Areva

### Risultati
Vento:-0.3 m/s
| Posizione | Nome                | Nazionalità       | Tempo | T.reazione | Note                          | Punti | Pos. |
| --------- | ------------------- | ----------------- | ----- | ---------- | ----------------------------- | ----- | ---- |
|           | Usain Bolt          | Giamaica          | 9.84  | 0.170      |                               | 4     | 3    |
| 2         | Asafa Powell        | Giamaica          | 9.91  | 0.157      |                               | 10    | 1    |
| 3         | Yohan Blake         | Giamaica          | 9.95  | 0.184      | Miglior prestazione personale | 3     | 4    |
| 4         | Daniel Bailey       | Antigua e Barbuda | 10.00 | 0.194      | =                             | 1     | 6    |
| 5         | Christophe Lemaitre | Francia           | 10.09 | 0.171      |                               |       | 6    |
| 6         | Churandy Martina    | Antille Olandesi  | 10.09 | 0.173      |                               | 1     |      |
| 7         | Trell Kimmons       | Stati Uniti       | 10.14 | 0.167      |                               |       |      |
| 8         | Martial Mbandjock   | Francia           | 10.20 | 0.164      |                               |       |      |
|           | Ronald Pognon       | Francia           | DNS   |            |                               |       |      |

## DN Galan

### Risultati
Vento:0.0 m/s
| Posizione | Nome             | Nazionalità       | Tempo | T.reazione | Note | Punti | Pos. |
| --------- | ---------------- | ----------------- | ----- | ---------- | ---- | ----- | ---- |
|           | Tyson Gay        | Stati Uniti       | 9.84  | 0.164      |      | 4     | 4    |
| 2         | Usain Bolt       | Giamaica          | 9.97  | 0.176      |      | 6     | 3    |
| 3         | Richard Thompson | Trinidad e Tobago | 10.10 | 0.182      |      | 7     | 2    |
| 4         | Trell Kimmons    | Stati Uniti       | 10.11 | 0.154      |      |       |      |
| 5         | Mario Forsythe   | Giamaica          | 10.20 | 0.178      |      |       |      |
| 6         | Michael Rodgers  | Stati Uniti       | 10.21 | 0.171      |      |       |      |
| 7         | Travis Padgett   | Stati Uniti       | 10.22 | 0.147      |      | 1     | 7    |
| 8         | Rae Edwards      | Stati Uniti       | 10.29 | 0.166      |      |       |      |

## Aviva London Grand Prix

### Risultati
Vento:-0.4 m/s
| Posizione | Nome             | Nazionalità       | Tempo | T.reazione | Note                                    | Punti | Pos. |
| --------- | ---------------- | ----------------- | ----- | ---------- | --------------------------------------- | ----- | ---- |
|           | Tyson Gay        | Stati Uniti       | 9.78  | 0.144      | Miglior prestazione mondiale stagionale | 8     | 2    |
| 2         | Yohan Blake      | Giamaica          | 9.89  | 0.203      | Miglior prestazione personale           | 5     | 5    |
| 3         | Richard Thompson | Trinidad e Tobago | 10.05 | 0.169      |                                         | 8     | 3    |
| 4         | J-Mee Samuels    | Stati Uniti       | 10.10 | 0.144      |                                         |       |      |
| 5         | Michael Rodgers  | Stati Uniti       | 10.17 | 0.173      |                                         |       |      |
| 6         | Trell Kimmons    | Stati Uniti       | 10.27 | 0.168      |                                         |       |      |
| 7         | Wallace Spearmon | Stati Uniti       | 10.29 | 0.153      |                                         |       |      |
| 8         | Walter Dix       | Stati Uniti       | 12.46 | 0.152      |                                         |       |      |

## Memorial Van Damme

### Risultati
Vento:+0.1 m/s
| Posizione | Nome              | Nazionalità       | Tempo | T.reazione | Note                          | Punti | Pos. |
| --------- | ----------------- | ----------------- | ----- | ---------- | ----------------------------- | ----- | ---- |
|           | Tyson Gay         | Stati Uniti       | 9.79  | 0.148      |                               | 16    | 1    |
| 2         | Nesta Carter      | Giamaica          | 9.85  | 0.167      | Miglior prestazione personale | 6     | 4    |
| 3         | Yohan Blake       | Giamaica          | 9.91  | 0.183      |                               | 7     | 3    |
| 4         | Daniel Bailey     | Antigua e Barbuda | 10.09 | 0.171      |                               | 1     | 5    |
| 5         | Richard Thompson  | Trinidad e Tobago | 10.11 | 0.158      |                               | 8     | 2    |
| 6         | Mario Forsythe    | Giamaica          | 10.12 | 0.193      |                               |       |      |
| 7         | Trell Kimmons     | Stati Uniti       | 10.20 | 0.183      |                               |       |      |
| 8         | Dexter Lee        | Giamaica          | 10.21 | 0.206      |                               |       |      |
| 9         | Martial Mbandjock | Francia           | 10.26 | 0.155      |                               |       |      |

## Classifica generale
| Pos. | Nome             | Nazionalità       | DOH | OSL | NYC | PAR | STO | LON | BRU | Punti | Miglior Tempo |
| ---- | ---------------- | ----------------- | --- | --- | --- | --- | --- | --- | --- | ----- | ------------- |
|      | Tyson Gay        | Stati Uniti       | A   | A   | A   | A   |     |     |     | 16    | 9.78          |
| 2    | Richard Thompson | Trinidad e Tobago | A   | 2   |     | A   | 1   | 1   | 0   | 8     | 10.05         |
| 3    | Yohan Blake      | Giamaica          | A   | A   | 2   | 1   | A   | 2   | 2   | 7     | 9.89          |
| 4    | Nesta Carter     | Giamaica          | 2   | A   | A   | A   | A   | A   | 4   | 6     | 9.85          |
| 5    | Daniel Bailey    | Antigua e Barbuda | A   | A   | 1   | 0   | A   | A   | 0   | 1     | 10.00         |

A = Assente

* I numeri 1, 2 e 4 indicano i punti guadagnati dall'atleta nella singola prova.